# 釈迦院 (胎蔵曼荼羅)

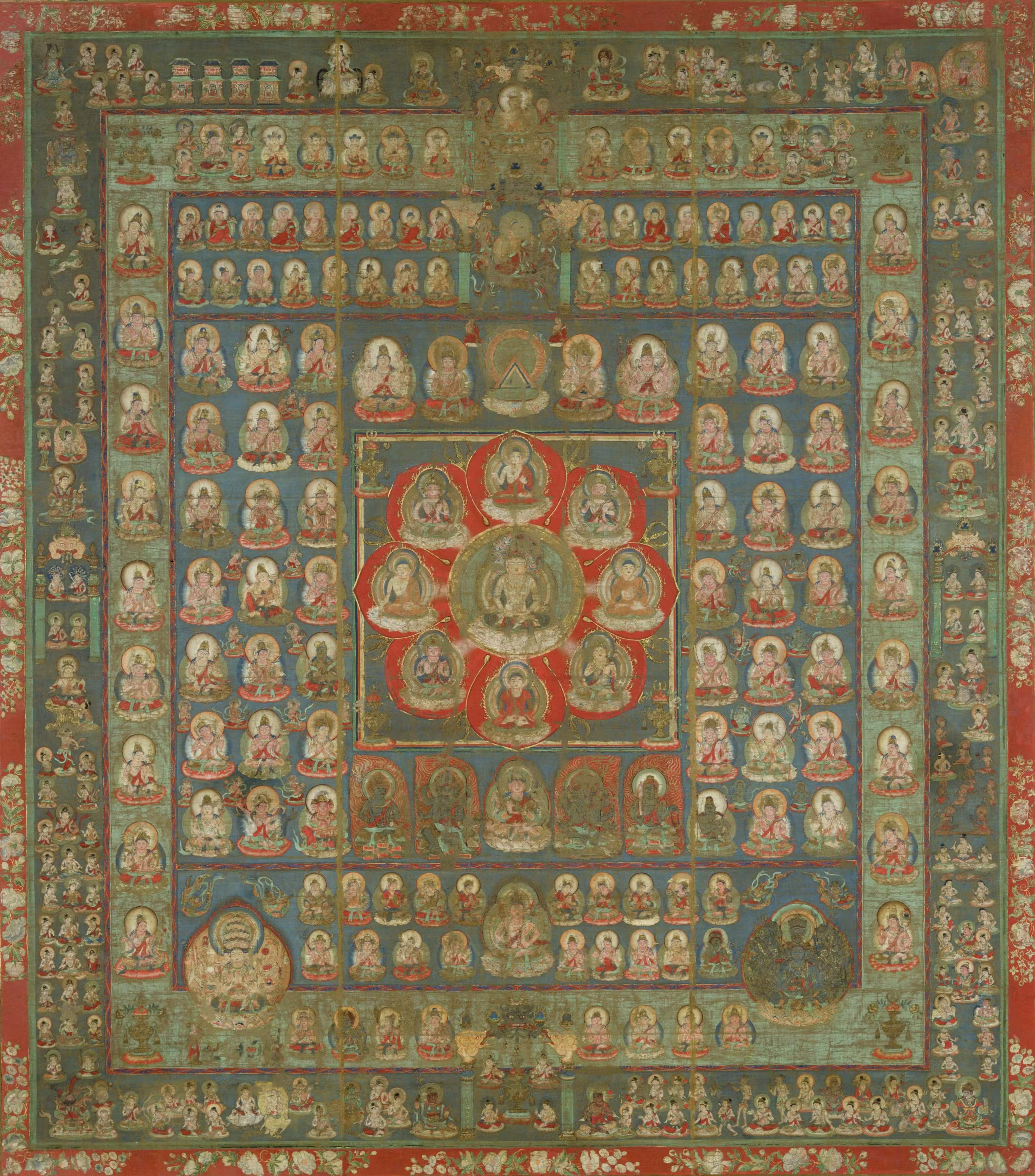
胎蔵曼荼羅

釈迦院（しゃかいん）は両界曼荼羅の一つ胎蔵曼荼羅の中央上部（蓮華部院・遍知院・金剛手院の上）に位置する区画（院）。
釈迦を含む歴史上の釈迦の弟子、釈迦の徳を示す仏尊などが配される院。現実的な救済、教化を表している。
主尊の釈迦如来（釈尊）を中央に、釈迦の四侍尊（虚空蔵菩薩・観自在菩薩・無能勝金剛・無能勝妃）の他、
遍知眼、毫相、五仏頂、三仏頂など、計39の諸菩薩・釈迦弟子によって構成される。
| 如来捨 にょらいしゃ | 如来喜 にょらいき   | 舎利弗 しゃりほつ | 迦葉波 かしょうは                   | 須菩提 しゅぼだい           | 大目犍連 だいもくけんれん         | 多摩羅香辟支仏 たまらこうびゃくしぶつ | 栴檀香辟支仏 せんだんこうびゃくしぶつ | 如来爍乞底 にょらいしゃきち |
| 如来慈 にょらいじ   | 如来愍 にょらいみん | 如来悲 にょらいひ | 無量声仏頂 むりょうしょうぶっちょう | 光聚仏頂 こうじゅぶっちょう | 大転輪仏頂 だいてんりんぶっちょう | 如来毫相 にょらいごうそう             | 一切如来宝 いっさいにょらいほう       |                             |

| 虚空蔵菩薩 こくうぞうぼさつ |                     | 観自在菩薩 かんじざいぼさつ     |
|                             | 釈迦牟尼 しゃかむに |                                 |
| 無能勝妃 むのうしょうひ     |                     | 無能勝金剛 むのうしょうこんごう |

| 如来牙 にょらいげ                   | 輪輻辟支仏 りんぶくびゃくしぶつ     | 宝輻辟支仏 ほうぶくびゃくしぶつ           | 拘絺羅 くちら         | 阿難 あなん                 | 迦旃延 かせんねん   | 憂波利 うはり     | 智拘絺羅 ちくちら     | 供養雲海 くよううんかい |
| 白傘蓋仏頂 びゃくさんがいぶっちょう | 勝仏頂転輪 しょうぶっちょうてんりん | 最勝仏頂転輪 さいしょうぶっちょうてんりん | 高仏頂 こうぶっちょう | 摧砕仏頂 さいさいぶっちょう | 如来舌 にょらいぜつ | 如来語 にょらいご | 如来笑 にょらいしょう |                         |